# Cherbezatina meridiana
Cherbezatina meridiana är en skalbaggsart som beskrevs av Marc Lacroix 1993. Cherbezatina meridiana ingår i släktet Cherbezatina och familjen Melolonthidae. Inga underarter finns listade i Catalogue of Life.